# Golfe d'Annaba
Le golfe d'Annaba ou la baie d'Annaba (en arabe خليج عنابة, Khalyj 'Annaba) est un grand golfe de la mer Méditerranée situé à Annaba, dans la province d'El Tarf, 400 km à l'est d'Alger. Ses eaux abritent de nombreux types de poissons, pour la plupart des sardines, des allaches, des merlans, des rougets et roussettes, des poulpes et seiches ainsi que des crevettes.

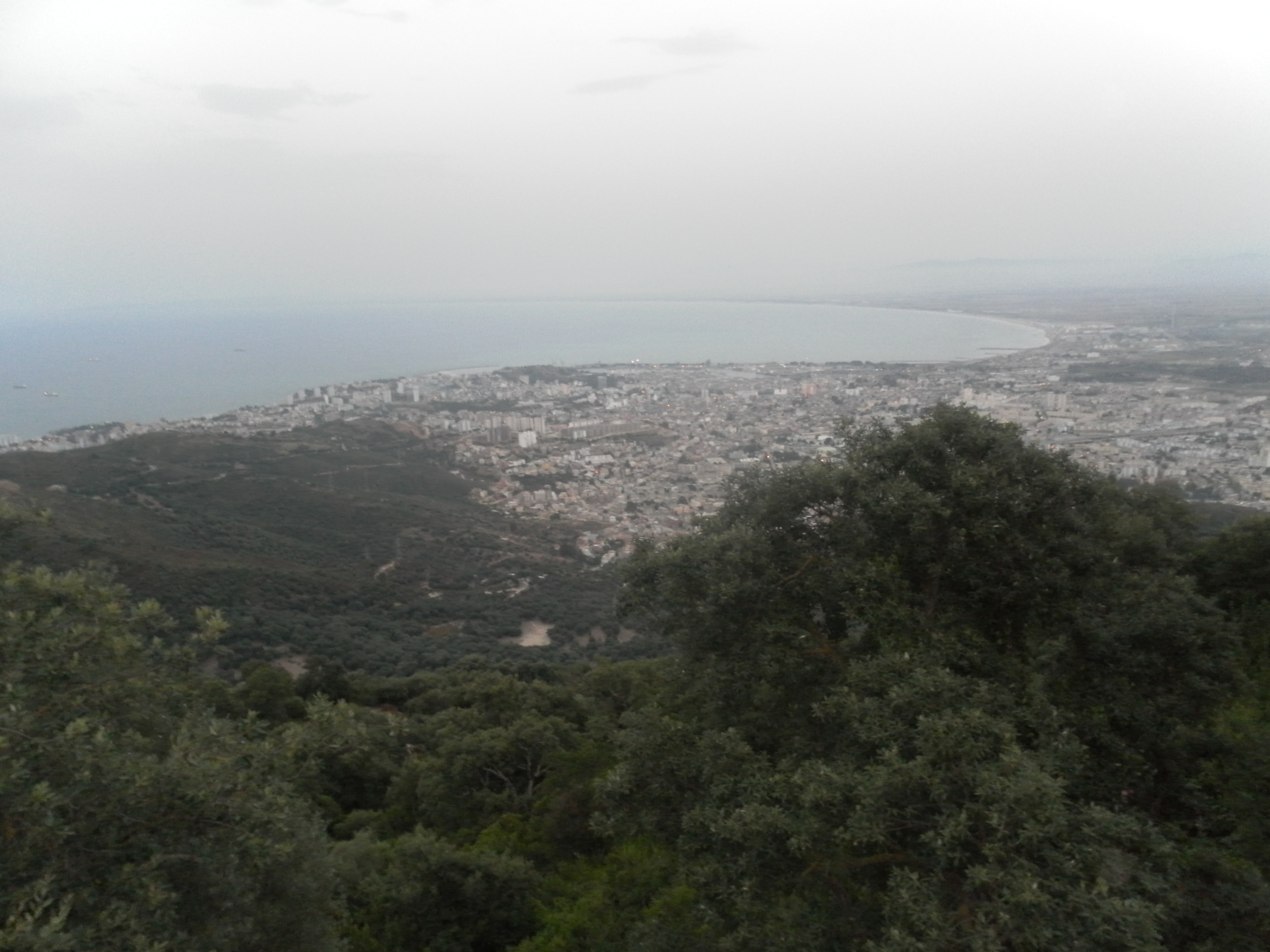
Golfe d'Annaba vue de Seraidi